# باكتشار (تومسك)
باكتشار (بالروسية: Бакчар) هي مدينة في مقاطعة تومسك أوبلاست في روسيا.
يبلغ عدد سكانها حوالي 7068 نسمة.